# قطعات فراری
قطعات فَراری (به انگلیسی: Fugitive Pieces) یک فیلم درام سال ۲۰۰۷ کانادا، به کارگردانی جرمی پودسوا است. این فیلم از رمان برنده جایزه آنه مایکلز، «قطعات فراری»، اقتباس شده‌است و برای اولین بار در ششم سپتامبر ۲۰۰۷ به عنوان فیلم افتتاحیه جشنواره بین‌المللی فیلم تورنتو رونمایی شد.

## بازیگران
- استیون دیلین
- راده شربه‌جیا
- رزمند پایک
- آیلیت زورر
- روبی کی
- اد استوپارد
- راشل لفو
- نینا دوبرو
- تمیس بازاکا
- دانائه اسکیدی
- دیگو متمورس
- سارا اورستاین
- لاریسا لاسکین
- دانیل کش
- دوون بوستیک

## جوایز و نامزدها
| سال  | نامزد/برنده | دسته‌بندی                                 | مراسم                    | نقش                     |
| ---- | ----------- | ---------------------------------------- | ------------------------ | ----------------------- |
| 2007 | برنده       | بهترین بازیگر مرد                        | جشنواره فیلم روم         | راده سربزیا در نقش آتوس |
| 2008 | نامزدشده    | جایزهٔ ستلایت برای بهترین بازیگر مرد مکمل | جایزه ستلایت             | راده سربزیا در نقش آتوس |
| 2008 | برنده       | بهترین فیلم                              | جشنواره فیلم سیدنی       | قطعات فراری             |
| 2008 | برنده       | جایزه تماشاگران (روایت ویژگی)            | جشنواره فیلم ساراسوتا    | قطعات فراری             |
| 2008 | برنده       | جایزه هیئت داوران                        | جشنواره فیلم نیوپورت بیچ | قطعات فراری             |

این فیلم در جشنواره فیلم نیوپورت بیچ به عنوان بهترین فیلم‌بردار (گرگوری میدلتون)، بهترین کارگردانی، بهترین فیلمنامه (جرمی پودسوا) و بهترین فیلم برندهٔ جایزه هیئت داوران شد.